# Église de l'Intercession-de-la-Vierge de Roubtsovo
L'église de l'Intercession-de-la-Vierge de Roubtsovo (en russe : Храм Покрова Пресвятой Богородицы в Рубцове) est un édifice religieux orthodoxe de l'éparchie de Moscou en Russie.
Elle est située dans le raïon de Moscou, appelé Basmanny, dans le district administratif central de la capitale, (rue Bakounine, 83). Son autel principal est dédié à la fête de l'Intercession de la Mère de Dieu ; une chapelle est dédiée au tsarévitch Dimitri Ivanovitch, une autre à Serge de Radonège. Ces chapelles symbolisent la résistance à l'ennemi et les liens de parentés qui unissent la nouvelle dynastie des Romanov dont le tsar Michel Ier est le premier représentant et l'ancienne dynastie des Riourikides. 

## Histoire

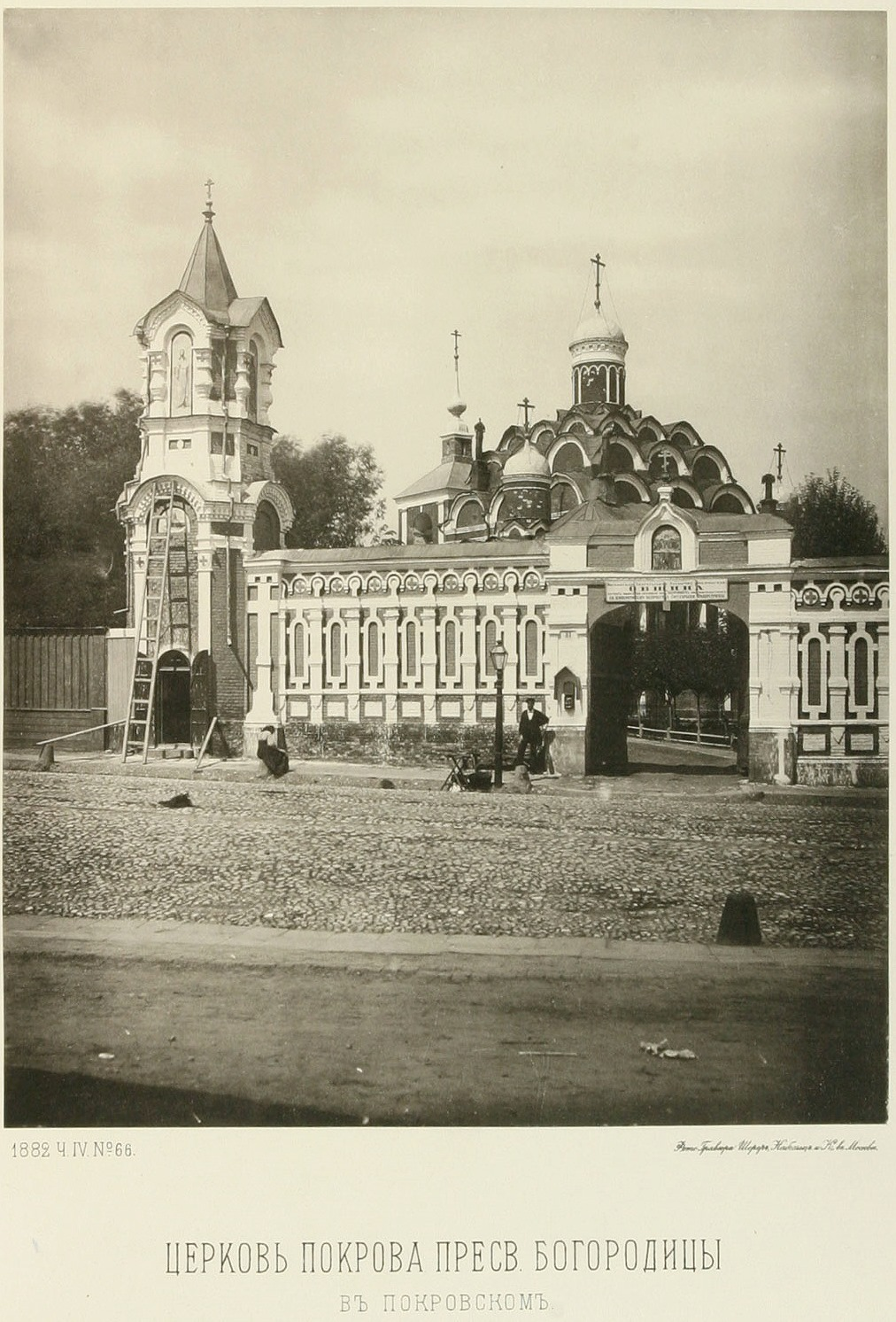
Clôture et portes de l'église, disparues aujourd'hui 1882

Le village de Roubtsovo-Pokrovskoe est connu depuis le XVIIe siècle quand le tsar Michel Ier y installa, à proximité de la rivière Iaouza, son palais de campagne ainsi qu'un grand jardin. C'est dans ce jardin que pour la première fois, en Russie, furent cultivées des roses à fleurs doubles. Dans ce palais , le tsar Michel Ier vécut quelques années en attendant que soit reconstruit le Kremlin de Moscou détruit par les envahisseurs polono-lituaniens en 1610-1612. Le tsar Michel Ier fait construire également une église en bois dédiée à l'Intercession en 1618. Elle célèbre la victoire remportée sur les Polonais aux portes de Moscou le Ier octobre 1618, jour de la fête de l'Intercession.  
En 1627, c'est une église en pierre que le tsar fait construire, c'est elle qui est conservée jusqu'à ce jour et qui est toujours dédiée à la fête de l'Intercession. C'est à cette époque que l'on a commencé à adjoindre le terme Intercession au nom du village et du palais également. L'église en pierre est considérée comme un monument du palais construit à la gloire des armées russes, signe de la fin des temps des troubles et le début du réveil de la Russie
En 1787, l'actuel clocher-tour est construit en remplacement de l'ancien. Les papertes sont transformés en trapeznaïas fermées pour les chapelles. La clôture de l'église est construite en 1879 suivant le projet de l'architecte Piotr Skomorochenko (elle n'a pas été conservée et sa reconstruction est en projet).
Au milieu du XIXe siècle, s'est formée autour de l'église une communauté diocésaine des sœurs de la miséricorde. Elles y organisaient un orphelinat, un dispensaire, un centre d'hébergement, une maison pour les personnes âgées, une école de sériciculture et des cours d'aide-infirmière. L'église dispose à ces fins d'un podklet, un paperte est ouvert sous les arcades. 
En 1934, à l'époque stalinienne, l'église est fermée et pillée. Le cimetière et le haut mur de clôture sont détruits. Les bâtiments sont laissés à la disposition d'une société qui construit le métro, pour ses ateliers d'installation électrique et plus tard pour ses ateliers de marbrerie. Les dégâts se sont multipliés. En 1961, le bâtiment est confié à une chorale et durant deux ans l'église est enfin restaurée.
En 1992, la décision est prise d'y transférer le bâtiment du diocèse ; en 1998 un lieu de culte y est aménagé dans la partie inférieure des bâtiments. L'église est rendue à l'église orthodoxe en 2003 et la chapelle est transformée en un bâtiment moderne.
Actuellement les services liturgiques qui sont organisés le sont suivant le rite des Vieux-croyants.

## Architecture
Selon l'historienne d'art Véra Traimond, l'église de Roubtsovo est l'une des plus remarquables du XVIIe siècle à Moscou. Ses dimensions, ses voûtes cruciformes sont très proches de celles de la fin du siècle précédent à l'époque de Boris Godounov (1598-1605).
Elle est dépourvue de piliers malgré la lourdeur de ses proportions. Des rangées de kokochniks entourent sa coupole en une sorte de pyramide typiquement moscovite. Les podklets sont bordés de trois galeries superposées.

## Photographies

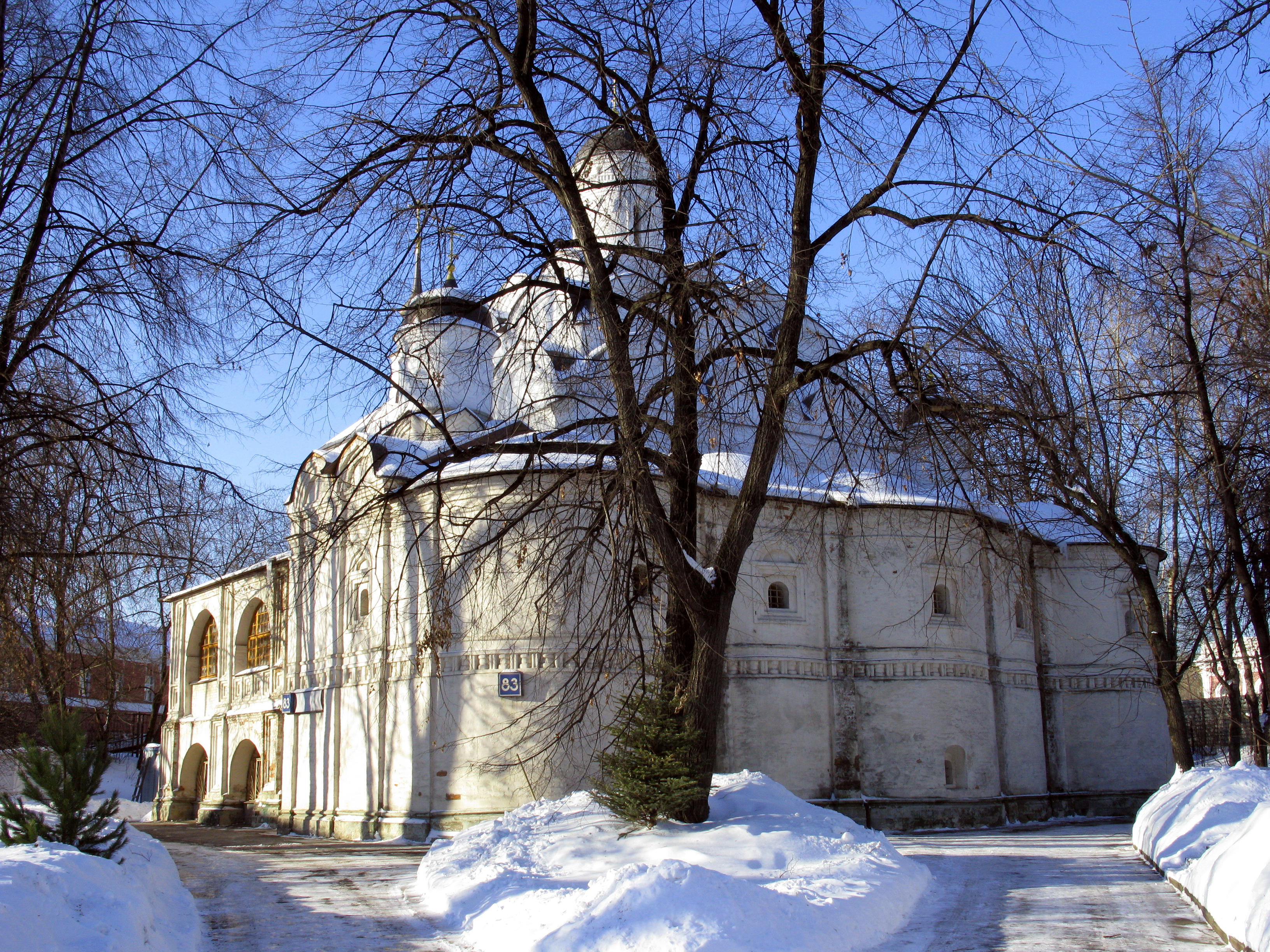
Église de l'Intercession
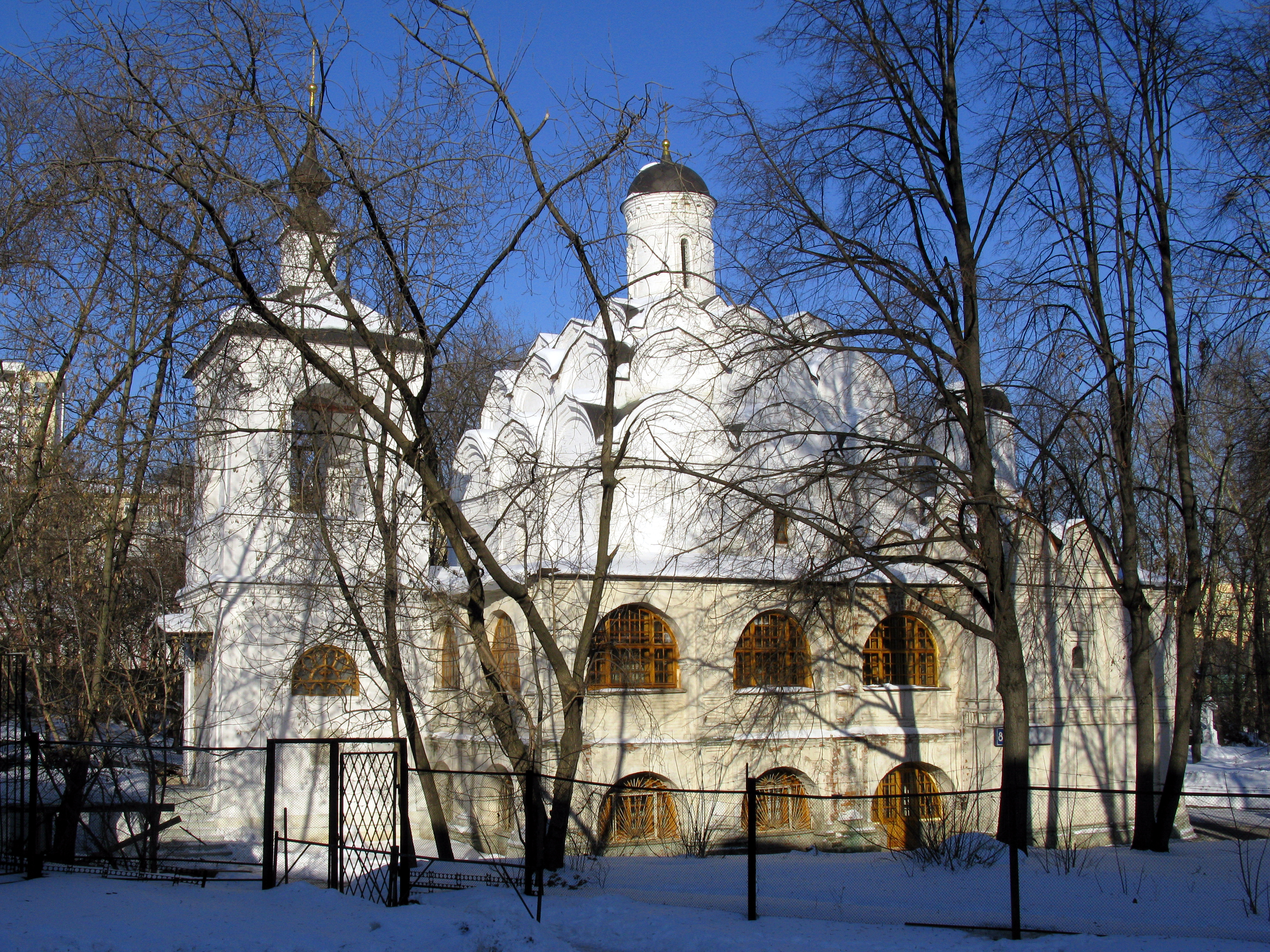
Église de l'Intercession